# Kagganapalli Radha Devi
Kagganapalli Radha Devi est une militante féministe indienne qui a protesté, avec succès, contre un temple hindou qui n'employait que des barbiers masculins. Le temple de Venkateswara de Tirumala (en), qui rassemble chaque jour plus d'une tonne de cheveux, a accepté d'employer également des barbiers féminins pour effectuer la tonsure rituelle. Devi reçoit, en 2018, le prestigieux Prix Nari Shakti Puraskar, en reconnaissance de son travail et sa lutte contre la discrimination sexuelle.

## Biographie
Radha Devi est la présidente de l'Association des femmes barbiers d'Andhra Pradesh. Elle est également la présidente des femmes barbiers de Tirumala Tirupathi Devasthanams (en) et ces barbières s'inquiétaient du fait qu'on les empêchait de couper les cheveux dans un temple hindou parce qu'elles étaient des femmes. Radha Devi décide alors de défendre leur cause. 
De nombreux fidèles se font tonsurer la tête chaque jour en guise d'offrande à Dieu au temple de Venkateswara (Vishnou) à Tirumala dans l'Andhra Pradesh. La quantité de cheveux collectés chaque jour pèse plus d'une tonne. Les cheveux sont collectés et stockés dans de grands entrepôts et ils sont vendus à l'échelle internationale, ce qui génère un profit substantiel pour le temple. Les cheveux sont de haute qualité et leur prix peut atteindre 166 $kg, car ils sont utilisés pour fabriquer des perruques en dehors de l'Inde.

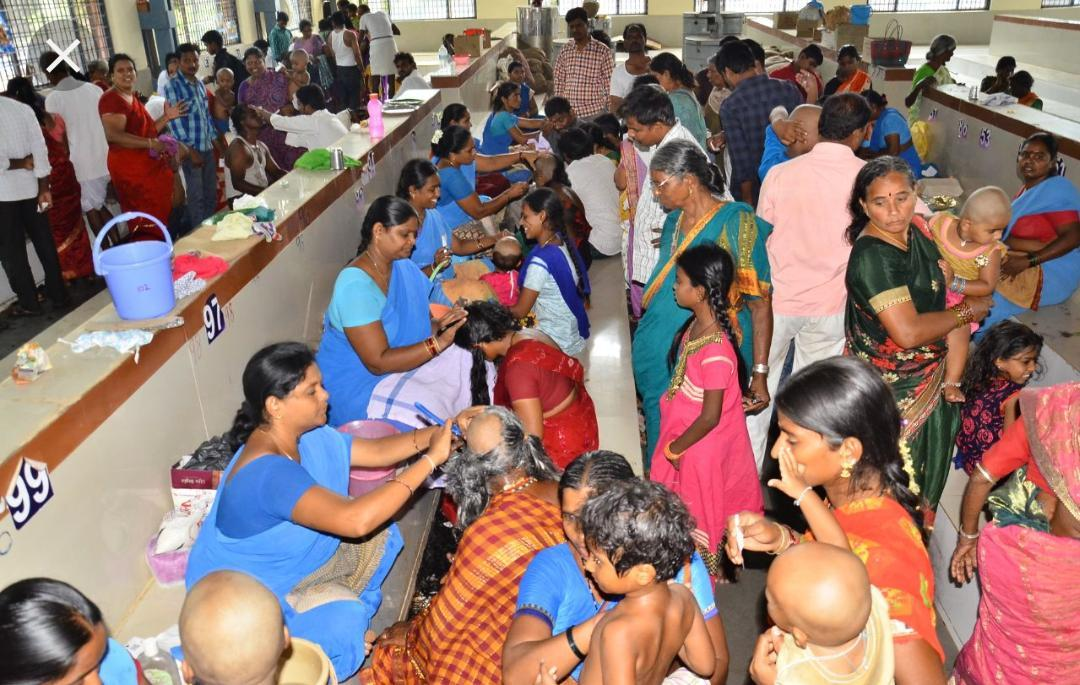
Femmes se faisant raser au temple Venkateswara.

La tradition de la coupe de cheveux vient d'une histoire qui est racontée dans laquelle la tête de Venkateswara (en) a été blessée par un vacher et son cuir chevelu était en partie chauve. Cela est remarqué par Neela Devi, une princesse Gandharva qui a alors coupé une partie de ses cheveux pour les transplantés sur la tête de Venkateswara. Celui-ci annonce ensuite que sur le lieu où cela s'est passé, ses disciples devraient couper leurs cheveux et les donner en offrande.
En 2004, les Juifs orthodoxes réagissent en apprenant qu'ils ne peuvent pas porter de perruques faites de ces cheveux recueillis rituellement. De nombreuses perruques sont détruites mais le prix des cheveux reste stable. Traditionnellement, les barbiers employés pour faire la tonsure sont des hommes et des membres de la caste Nayee (en). Une manifestation, menée par Radha Devi, permet de renverser ces objections et elle confortée avec le prix Nari Shakti Puraskar, remis par Ram Nath Kovind, le président de l'Inde.